# Нормандская школа
Нормандская школа (фр. école normande) — неофициальное название группы художников-преимпрессионистов середины XIX века, работавших на севере Франции, в Нормандии и предвосхитивших открытия живописи импрессионизма.

## История
Художники работали главным образом в Онфлёре и Этрета, пользуясь новаторским для того времени методом пленэра — созданием картины от начала до конца непосредственно с натуры. С 1861 года пейзажи Нормандии писал голландский живописец Ян Бартолд Йонгкинд (1819—1891). Рядом с ним работал Эжен-Луи Буден (1824—1898), ученик Эжена Изабе (1803—1886).
Буден принимал участие в первой выставке импрессионистов, проходившей в Париже в 1874 году. Пейзажи Будена, изображающие морское побережье, как бы пронизаны влажным серебристым воздухом и скользящим мерцающим светом; они оказали большое влияние на творчество многих французских импрессионистов. Его «пляжные» композиции отличаются приглушённой цветовой гаммой и беглой техникой письма. В 1864 году Эжен Буден пригласил Клода Моне, одного из создателей импрессионистического метода живописи, в Онфлёр, где тот прожил всю осень, наблюдая, как его учитель рисовал пастелью и писал этюды акварелью, а его друг Йонгкинд накладывал краску на свои работы вибрирующими мазками. Именно здесь «нормандцы» дали пример писать всю картину от начала до конца не в академической мастерской, а на пленэре («открытом воздухе»).
Клод Моне считал Будена и Йонгкинда своими учителями. Йонгкинд, в свою очередь, формировал свой живописный метод под влиянием Эжена Изабе — акварелиста и литографа, художника-мариниста, изображавшего морские пейзажи и виды побережья Нормандии. Художники, впервые после барбизонцев, использовали метод пленэра — работы непосредственно на открытом воздухе, с натуры, под северным нормандским ветром. Они следовали традициям голландской живописи XVII века так называемого «панорамного стиля», прежде всего картин Яна ван Гойена, и достижениям английских пейзажистов. К. Моне позднее называл Й. Йонгкинда «великим маринистом». Ощущение света, воздуха, пространства, тончайших, изменчивых нюансов света и тени в картинах и офортах «нормандцев» в последующие десятилетия успешно развивали французские импрессионисты.